# 细花荆芥
细花荆芥（学名：Nepeta tenuiflora），为唇形科荆芥属下的一个种。

## 扩展阅读
維基物種上的相關：细花荆芥